# Jori Lehterä
Jori Jonatan Lehterä (* 23. prosince 1987 Lempäälä) je finský hokejový útočník momentálně hrající v týmu Tappara v nejvyšší finské lize.

## Hráčská kariéra
Lehterä dominoval v juniorskému týmu Jokeritu Helsinky, což mu na podzim roku 2006 zajistilo místo v prvním týmu Jokeritu ve finské lize. Jako junior se měl zúčastnit MSJ v roce 2006 ve Švédsku, ale nemohl zde hrát kvůli zranění. V dubnu 2007 podepsal tříletou smlouvu tříletou s Tapparou.
Během draftu NHL 2008 si ho ve 3. kole vybral tým St. Louis Blues jako 65. celkově. Poté se přesunul do Severní Ameriky, kde během sezóny 2008/09 nastupoval v AHL za Peoria Rivermen, farmářský tým St. Louis. Jenže za tým odehrál jen sedm utkání, ve kterých dokázal nasbírat jen jeden bod za jednu asistenci. Proto se vrátil zpět do Finska, kde dokončil sezónu v dresu Tappary a v níž nakonec získal Trofej Lasse Oksanena pro nejužitečnějšího hráče (MVP) SM-Liigy, když vstřelil 19 gólů a zaznamenal 50 asistencí (dohromady 69 bodů).

## Soukromý život
Lehterův strýc Tero Lehterä byl rovněž hokejista, který na Mistrovství světa v ledním hokeji 1995 ve Švédsku získal s finským týmem zlaté medaile.

## Klubové statistiky
| Sezona       | Klub                   | Soutěž       | Základní část | Základní část | Základní část | Základní část | Základní část | Play off | Play off | Play off | Play off | Play off |
| Sezona       | Klub                   | Soutěž       | Z             | G             | A             | B             | TM            | Z        | G        | A        | B        | TM       |
| ------------ | ---------------------- | ------------ | ------------- | ------------- | ------------- | ------------- | ------------- | -------- | -------- | -------- | -------- | -------- |
| 2006/07      | Jokerit Helsinky       | SM-l         | 28            | 6             | 6             | 12            | 14            | —        | —        | —        | —        | —        |
| 2007/08      | Tappara                | SM-l         | 54            | 13            | 29            | 42            | 32            | 11       | 4        | 2        | 6        | 8        |
| 2008/09      | Tappara                | SM-l         | 58            | 9             | 38            | 47            | 34            | —        | —        | —        | —        | —        |
| 2008/09      | Peoria Rivermen        | AHL          | 7             | 0             | 1             | 1             | 2             | 7        | 1        | 1        | 2        | 10       |
| 2009/10      | Tappara                | SM-l         | 57            | 19            | 50            | 69            | 58            | 9        | 1        | 9        | 10       | 8        |
| 2010/11      | Lokomotiv Jaroslavl    | KHL          | 53            | 16            | 21            | 37            | 38            | 18       | 0        | 3        | 3        | 14       |
| 2011/12      | HK Sibir Novosibirsk   | KHL          | 25            | 10            | 16            | 26            | 10            | —        | —        | —        | —        | —        |
| 2012/13      | HK Sibir Novosibirsk   | KHL          | 52            | 17            | 29            | 46            | 46            | 3        | 0        | 2        | 2        | 0        |
| 2013/14      | HK Sibir Novosibirsk   | KHL          | 48            | 12            | 32            | 44            | 22            | 10       | 0        | 6        | 6        | 2        |
| 2014/15      | St. Louis Blues        | NHL          | 75            | 14            | 30            | 44            | 48            | 5        | 0        | 2        | 2        | 0        |
| 2015/16      | St. Louis Blues        | NHL          | 79            | 9             | 25            | 34            | 38            | 20       | 3        | 6        | 9        | 10       |
| 2016/17      | St. Louis Blues        | NHL          | 64            | 7             | 15            | 22            | 34            | 8        | 1        | 3        | 4        | 4        |
| 2017/18      | Philadelphia Flyers    | NHL          | 62            | 3             | 5             | 8             | 14            | 6        | 0        | 2        | 2        | 0        |
| 2018/19      | Philadelphia Flyers    | NHL          | 27            | 1             | 2             | 3             | 33            | —        | —        | —        | —        | —        |
| 2018/19      | Lehigh Valley Phantoms | AHL          | 5             | 1             | 2             | 3             | 4             | —        | —        | —        | —        | —        |
| 2019/20      | SKA Petrohrad          | KHL          | 51            | 15            | 15            | 30            | 26            | —        | —        | —        | —        | —        |
| 2020/21      | HK Spartak Moskva      | KHL          | 41            | 9             | 35            | 44            | 17            | 4        | 0        | 2        | 2        | 6        |
| 2021/22      | HK Spartak Moskva      | KHL          | 45            | 10            | 29            | 39            | 21            | 5        | 1        | 1        | 2        | 0        |
| 2022/23      | Tappara                | SM-l         | 57            | 11            | 46            | 57            | 45            | 13       | 5        | 11       | 16       | 6        |
| NHL celkem   | NHL celkem             | NHL celkem   | 307           | 34            | 77            | 111           | 167           | 39       | 4        | 13       | 17       | 14       |
| KHL celkem   | KHL celkem             | KHL celkem   | 315           | 89            | 177           | 266           | 180           | 40       | 1        | 14       | 15       | 22       |
| Liiga celkem | Liiga celkem           | Liiga celkem | 254           | 58            | 169           | 227           | 183           | 36       | 14       | 27       | 41       | 26       |

### Reprezentační statistiky
| 2010            | Finsko          | MS              | 6. místo         | 5  | 0 | 0  | 0  | 0  |
| 2014            | Finsko          | ZOH             | Bronzová medaile | 6  | 1 | 3  | 4  | 0  |
| 2014            | Finsko          | MS              | Stříbrná medaile | 10 | 3 | 9  | 12 | 10 |
| 2016            | Finsko          | SP              | 8. místo         | 3  | 0 | 0  | 0  | 2  |
| Senioři celkově | Senioři celkově | Senioři celkově | Senioři celkově  | 24 | 4 | 12 | 16 | 12 |

#### Profily
- Jori Lehterä – statistiky na Hockeydb.com (anglicky)
- Jori Lehterä – statistiky na Elite Prospects (anglicky)
- Jori Lehterä – statistiky na NHL.com